# 애플 원

애플 원(Apple One)은 애플이 제공하는 수많은 프리미엄 서비스들을 티어 패키지들로 한데 묶은 구독 서비스이다. 2020년 말에 처음 제공되었다. 개인, 가족, 프리미어라는 3개의 티어가 있으며 이들 모두 애플 뮤직, 애플 TV+, 애플 아케이드, 아이클라우드 스토리지(개인은 50GB, 가족은 200 GB, 프릴미어는 2TB)의 접근 권한을 제공한다. 프리미어에는 애플 뉴스+, 애플 피트니스+도 포함한다. 가족과 프리미어 패키지는 둘 다 최대 6명까지 공유가 가능하다.